# Eximiorhagada asperrima
Eximiorhagada asperrima је пуж из реда Stylommatophora и фамилије Camaenidae.

## Угроженост
Подаци о распрострањености ове врсте су недовољни.

## Распрострањење
Ареал врсте је ограничен на једну државу. 
Аустралија је једино познато природно станиште врсте.